# Regno di Sardegna (1700-1720)

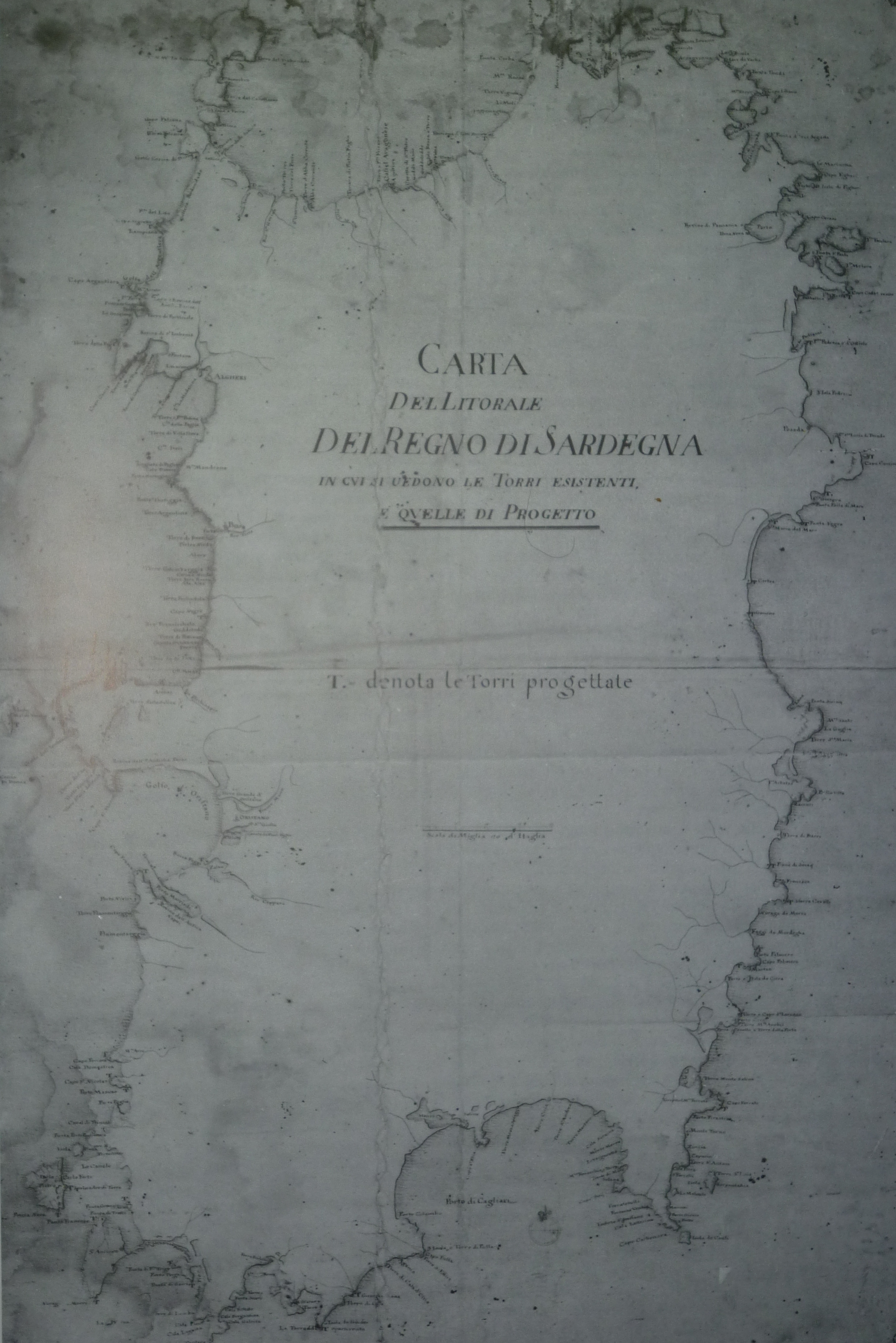
Mappa della costa della Sardegna con le torri ancora esistenti e quelle in costruzione o in progettazione nel 1720, dalla biblioteca dell'Università di Cagliari

Il Regno di Sardegna, come possedimento dell'impero spagnolo, fu conteso tra due dinastie, gli Asburgo e i Borboni dal 1700 al 1720. Con la morte di Carlo II, l'ultimo degli Asburgo spagnoli, il 1º novembre 1700, il trono passò al duca Filippo d'Angiò (Filippo V di Spagna), sebbene anche l'imperatore Leopoldo I avesse diritto. Leopoldo era particolarmente desideroso di ottenere l'eredità spagnola nei Paesi Bassi meridionali e in Italia, che comprendeva la Sardegna. Con il fallimento della Francia a rispettare il secondo trattato di partizione, le altre potenze europee schierarono dalla parte degli Asburgo. Il Trattato dell'Aia (7 settembre 1701) assegnò all'imperatore i possedimenti spagnoli in Italia. Le truppe imperiali invasero l'Italia per impossessarsene e iniziò la guerra di successione spagnola.
I governatori spagnoli della Sardegna erano inizialmente fedeli ai Borboni e una rivolta pro-asburgica fu soppressa. Nel 1708, con l'aiuto della flotta britannica del Mediterraneo, l'isola fu conquistata per gli Asburgo. Alla fine della guerra, una serie di trattati - Utrecht (1713), Rastatt (1714) e Baden (1714) - trasferirono i regni posseduti dalla Spagna della Sardegna e Napoli all'imperatore degli Asburgo, ora Carlo VI. Sebbene Carlo credesse di dover ricevere anche il Regno di Sicilia, che era stato in unione con Napoli dal 1504, questo fu invece affidato alla Casa di Savoia. Nessuna delle due case conservò a lungo il loro regno insulare: la Spagna riconquistò la Sardegna nel 1717 e la Sicilia l'anno successivo. Con il Trattato dell'Aia (1720), la Spagna e l'Impero riconobbero la riassegnazione della Sicilia agli Asburgo e della Sardegna alla Savoia.
Per tutto il periodo compreso tra il 1700 e il 1720 la Sardegna rimase formalmente legata alla corona spagnola. Durante il periodo in cui gli Asburgo austriaci controllavano l'isola, la amministravano come parte di una collezione di ex territori spagnoli la cui sovranità rivendicavano come parte della loro pretesa al trono spagnolo. Durante tutto il periodo, la Sardegna fu presidiata dalle truppe spagnole e governata da viceré spagnoli, che erano alternativamente fedeli a un ricorrente o all'altro (con vari gradi di riconoscimento internazionale). Alla fine di questo periodo è passato definitivamente fuori dalla sfera spagnola.

## Storia

### Dominio borbonico (1700-1708)
All'inizio del regno di Filippo V, i viceré della Sardegna erano fedeli a lui. Nel 1706, due fratelli, il Conde de Cifuentes e il Conde de Montesanto, guidarono una rivolta a favore del pretendente asburgico, figlio dell'imperatore, l'arciduca Carlo d'Austria (il futuro Carlo VI, che fu chiamato "Carlo III" di Spagna), che era ampiamente supportato dai nativi della Gallura. Un tenace sostenitore di Filippo V, Vicente Bacallar, che credeva il monaco Luigi XIV di Francia il monarca ideale, era al momento governatore della Gallura e Cagliari a est dell'isola. Ha soppresso la rivolta, ma il viceré, il marchese di Giamaica, ha ignorò il suo consiglio di esiliare i capibanda.
La prima azione esterna intrapresa dai sostenitori di "Carlo III" coinvolse una flotta della Royal Navy con quaranta navi capitanate da John Leake sbarcando le truppe austriache a Terranova Pausania nel 1708. Gli austriaci dovevano dare sostegno ai partigiani di Carlo sull'isola, mentre la flotta britannica proseguì per Cagliari, la capitale della Sardegna, dove ancorò nel pomeriggio dell'11 o 12 agosto. La flotta britannica portò con sé una forza di 600 marines e 1.000 truppe spagnole fedeli a Carlo sotto il comando del maggiore generale Charles Wills. Gli inglesi mandarono una lettera al Marqués de Jamaica ordinandogli di "restituire la città e il regno di Sardegna all'obbedienza di re Carlo", e un'altra lettera ai cittadini, "per assicurare loro i possedimenti e antichi privilegi, nel caso in cui abbiano osservato la loro obbedienza ".

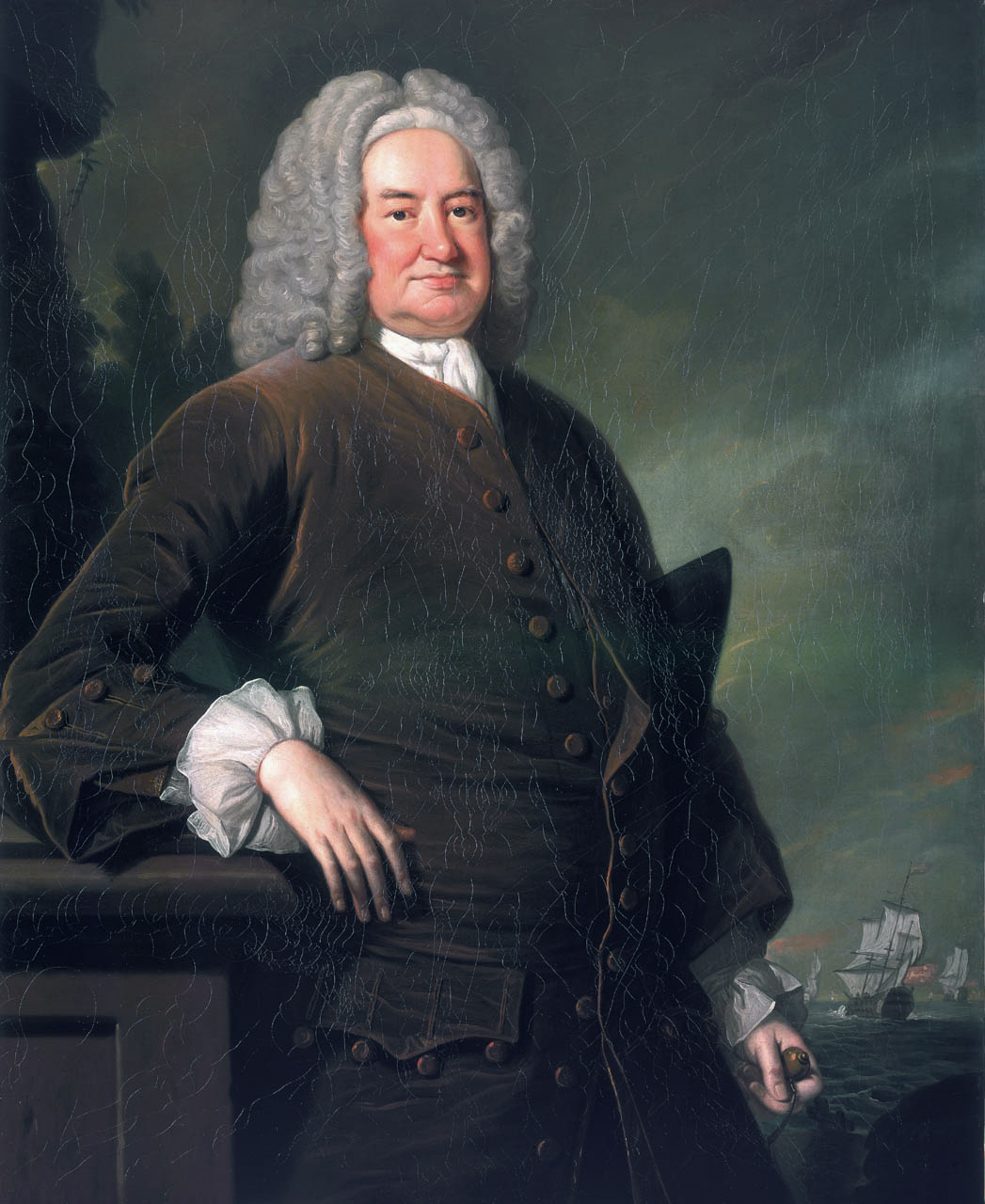
L'ammiraglio britannico John Norris, presente alla capitolazione della Sardegna nel 1708 e difeso dall'invasione nel 1710

Ci sono due diversi resoconti su cosa è successo dopo. Secondo uno, il viceré rifiutò la resa con l'intesa che gli inglesi avrebbero, pro forma, lanciando alcuni colpi sulla sua città in modo che i suoi uomini potessero affermare di aver combattuto. Si è poi arreso. Secondo l'ufficiale navale John Norris, l'ufficiale che ha consegnò l'ultimatum diede al Marqués quattro ore per rispondere (cioè fino al calar della notte). Quando il viceré tentò di posticipare la risposta fino al mattino dopo affermando che era troppo tardi per riunire il suo governo, gli inglesi "ritennero fosse meglio continuare a spaventare e non causare ritardi", bombardando la città con 120 proiettili. Alla luce del giorno Wills sbarcò gli uomini, compresi 900 marinai, a est della città, e Leake portò sette navi in porto per cannoneggiare le fortificazioni. Prima che potesse farlo, il viceré "dopo essersi assicurato gli onori della guerra", issò una bandiera bianca, "dopo di che la folla prese possesso delle porte e le consegnò a noi". Secondo Norris, la città era "molto più forte di Barcellona ... con 87 cannoni di ottone montati". Gli inglesi sotto Leake avevano recentemente salvato Barcellona da un assedio. Alla luce della campagna in corso in Catalogna, l'isola ha spedito 1.400 tonnellate di grano in Catalogna il 13 agosto, sia perché gli inglesi lo requisirono, o il parlamento sardo, gli Stamenti, lo offrirono.

### Dominio imperiale (1708-1717)

#### Acquisizione militare
Dopo l'acquisizione pro-asburgica, il Conde de Cifuentes (anche Marqués de Alconzel), arrivato con la flotta britannica, fu nominato viceré e capitano generale, e le truppe spagnole furono lasciate sotto il suo comando mentre Wills e i soldati britannici ri-imbarcato. La flotta partì per conquistare Minorca. Il primo compito del nuovo viceré fu la sottomissione dell'intera isola con la rimozione dei partigiani filo-borbonici. Fu assistito da suo fratello e da Francisco Pes, fratello del famoso poeta gallurese Gavino Pes, di Tempio. Il capo dei partigiani borbonici, Bacallar, fuggì sulle montagne della Gallura, dove fu sconfitto da Pes.
Nel 1710, Vicente Bacallar, marchese di San Filippo, si avvicinò a Filippo V e Luigi XIV nel tentativo di ottenere il sostegno per un'invasione della Sardegna. Louis accettò di inviare 2.000 soldati e navi, ma la spedizione fu ritardata più volte. Il comandante Juan Francisco Pacheco, Conte de la Puebla de Montalbán, passarò informazioni agli inglesi sotto Norris, che erano pronti per il tentativo di sbarco a Terranova e Castelsardo a giugno. San Felipe fu costretto a ritirarsi a Genova. Nel luglio del 1713, quando Filippo V lanciò l'idea di un assalto alla Sardegna, recentemente trasferito all'imperatore, gli inglesi, la cui flotta mediterranea dominava il mare, annullarono l'idea confermarono la neutralità dell'Italia.

#### Amministrazione
Il 29 dicembre 1713, Carlo fondò il Consiglio supremo di Spagna (Consejo Supremo de España) a Vienna per governare quei domini che ancora conservava nell'ex impero spagnolo. Come parte di questo accordo, la Sardegna ricevette il proprio consigliere (consejero de capa y espada) e due reggenti, che avrebbero ricavato il loro stipendio dalle rendite dell'isola (altri consiglieri degli stati spagnoli hanno ricevuto uno stipendio dal governo centrale). Le persone incaricate di questi ruoli erano generalmente esiliati spagnoli. José de Silva y Meneses, Marqués de Villasor e Conde de Montesanto, fu il primo consigliere per la Sardegna. I primi reggenti furono Domingo, Conde de Aguirre, un valenciano e Juan Bautista, Marqués de Cuggía.
L'8 marzo 1714, Charles formò un dipartimento di affari interni (negociación) per ciascuno degli ex reami spagnoli - Sardegna, Napoli, Milano e Paesi Bassi meridionali - all'interno del Consiglio di Stato asburgico per la Spagna. Ogni dipartimento era guidato da un segretario assistito da diversi funzionari. Per il regno di Sardegna il primo segretario fu Francisco Ibáñez de Aoyz, d'Aragona, assistito da quattro funzionari: José Gutiérrez de Lara, di Madrid; Felipe Gallart, un catalano; Bartolomé Quadrado, un castigliano; e Luciano Ortiz, un Aragonese. Il segretario sardo fece a meno dei rendimenti degli altri regni, solo 6000 fiorini all'anno. Ibáñez de Aoyz fu sostituito nel 1716 da Francisco Verneda. Durante l'ultimo breve periodo della dominazione asburgica sull'isola, il patrimonio reale della Sardegna forniva 20.000 scudi all'anno, che andavano al fondo militare (caxa militar).

### Riconquista spagnola (1717-20)
Nel luglio 1717 l'Austria era nel bel mezzo di un intervento militare nella Seconda Guerra Morena, alleata di Venezia contro l'Impero ottomano. Con l'aiuto dell'indulto (un sostegno economico) concesso papa Clemente XI in aiuto contro gli ottomani, il re di Spagna e il suo primo ministro, Giulio Alberoni, prepararono una flotta di sei vascelli e otto galee, con 8.000 soldati, nel porto di Barcellona per andare a est in supporto dell'alleanza austro-veneziana. Anche se si dice che Filippo V avesse programmato di attaccare l'Italia asburgica, il re ufficialmente lo negò e promise persino al papa che non avrebbe fatto guerra all'imperatore mentre la guerra con gli ottomani era in corso.
Dopo aver atteso i venti favorevoli a Maiorca, la flotta spagnola sotto il marchese di Lede salpò per Cagliari, dove arrivò il 25 luglio. I principali centri dell'isola, come Sassari e Alghero, caddero in due mesi e l'intera isola fu sotto il controllo spagnolo nel novembre. Il 27 dicembre, Charles fu costretto a riconoscere la perdita della Sardegna, le sue entrate e il lavoro di coloro che lavoravano nella sua burocrazia. Il segretario e i funzionari sardi assunsero parte del carico di lavoro del segretariato napoletano.
Alberoni ordinò al marchese de Lede di reclutare Sardi per un esercito con cui invadere la Sicilia. La spedizione siciliana fallì, e la Spagna nei successivi negoziati rinunciò alle sue pretese sulla Sardegna e riconobbe il diritto dell'Austria nel Trattato dell'Aia (1720). Alcuni degli ex impiegati nel dipartimento sardo del Consiglio di Stato - come José Gutiérrez e Luciano Ortiz - si trovarono ora a lavorare nel dipartimento siciliano. Nel successivo trattato di Londra, l'imperatore e Vittorio Amedeo II di Sardegna accettarono di scambiare la Sicilia e la Sardegna. L'8 agosto 1720, il viceré di Filippo V consegnò la Sardegna a un rappresentante austriaco, che a sua volta lo trasferì al viceré di Vittorio Amedeo.

## Elenco dei viceré (1700-20)
Sotto Filippo V
- Fernando de Moncada Aragón la Cerda y Gaetano, Duca di San Juan (1699–1703)
- Francisco Ginés Ruiz de Castro, Conte di Lemos (1703–1704)
- Baltasar de Zúñiga y Guzmán, Marchese di Valero (1704–1706)
- Pedro Manuel Colón de Portugal, Duca di Veragua (1706–1709)

Sotto Carlo III
- Fernando de Silva y Meneses, Conte di Cifuentes (1709–1710)
- Jorge de Heredia, Conte di Fuentes (1710–1711)
- Andrés Roger de Eril, Conte di Eril (1711–1713)
- Pedro Manuel, Conte di Ayala (1713–1717)
- José Antonio de Rubí y Boxadors, Marchese of Rubí (1717)

Sotto Filippo V
- Jean François de Bette, Marchese di Lede (1717–1718)
- Gonzalo Chacón de Orellana (1718–1720)